# Eurysticta coomalie
Eurysticta coomalie är en trollsländeart som beskrevs av Watson 1991. Eurysticta coomalie ingår i släktet Eurysticta och familjen Isostictidae. IUCN kategoriserar arten globalt som nära hotad. Inga underarter finns listade i Catalogue of Life.